# Malaxa (Auto)
Der Malaxa war ein Auto, das 1945 in Reșița in Rumänien in den Fabriken des Industriellen Nicolae Malaxa gebaut wurde. 

## Beschreibung
Der heckgetriebene Malaxa wurde von einem luftgekühlten Dreizylinder-Sternmotor angetrieben, der 30 bhp (22 kW) entwickelte. Die Höchstgeschwindigkeit lag bei 120 km/h, der Benzinverbrauch bei 10 l / 100 km. Die zweitürige Limousine mit für damalige Verhältnisse stromlinienförmiger Karosserie bot sechs Sitzplätze auf zwei Sitzbänken und war mit beachtlichem Komfort ausgestattet.
Das Fahrzeug blieb ein Prototyp. Die Sowjetunion beschloss, die Wagen im eigenen Land zu fertigen. Angeblich hatten hochrangige Politiker aus Moskau vorher den Wagen in Sofia in Bulgarien ausprobiert.